# Леопардовые ящерицы
Леопардовые ящерицы или гамбелии (лат. Gambelia) — род ящериц из семейства Crotaphytidae. Назван в честь учёного Уильяма Гэмбела.

## Распространение
Леопардовые ящерицы являются эндемиками Северной Америки. Обитают на юго-западе континента, в том числе в Калифорнии, Орегоне (США).

## Гамбелии и человек
Тупоносая леопардовая ящерица (Gambelia sila) занесена в Красную книгу МСОП.

## Иллюстрации

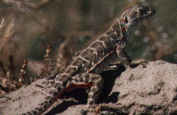
Тупоносая леопардовая ящерица
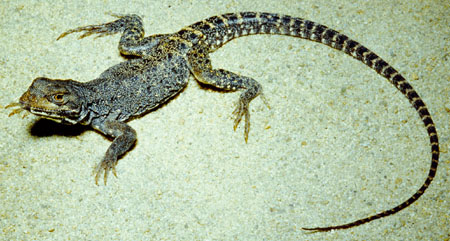
Gambelia copeii